# Bebui
Der Bebui (portugiesisch Ribeira Bebui oder Rio Bebui) ist ein osttimoresischer Fluss im Verwaltungsamt Uato-Lari (Gemeinde Viqueque), im Südosten der Insel Timor.

## Verlauf
Der Defaliu entspringt im Verwaltungsamt Quelicai (Gemeinde Baucau), im Grenzgebiet zwischen den Sucos Maluro und Lelalai, und fließt nach Süden in den Suco Afaloicai (Verwaltungsamt Uato-Lari, Gemeinde Viqueque). Hier trifft er auf den aus dem Osten Afaloicais kommenden Tualequi. Beide Flüsse zusammen bilden nun den Bebui. Weiter südlich, an der Grenze zu Babulo mündet der Roliu von Osten her in den Bebui. Wieder weiter südlich mündet von Westen her der Dulequi in den Bebui, der bis zu seiner Mündung den Grenzfluss zwischen Babulo im Osten und Afaloicai und Uaitame im Westen. Der Dulequi entspringt im Suco Nahareca (Verwaltungsamt Ossu), ebenso sein nördlicher Nebenfluss, der Uailequi. Die letzten Zuflüsse des Bebui sind der Liacaque aus Babulo, der Iramuin, der Grenzfluss zwischen Afaloicai und Uaitame und der Cailao. Dieser entspringt als Belia im Suco Matahoi, fließt zunächst nach Süden in den Ort Uato-Lari, schwenkt aber dann nach Osten, bevor er wieder einen Bogen nach Süden zieht. Kurz bevor er in die Timorsee mündet, macht er nun als Cailao einen Knick nach Nordost und fließt parallel zur Küste bis in den Bebui, der kurz darauf die Timorsee erreicht.
In der Trockenzeit zwischen Mai und November sinkt der Wasserstand des Bebui stark ab, während der Fluss in der Regenzeit das Land an seinem gesamten Lauf und vor allem, mit dem ungewöhnlichen Verlauf des Belia und Cailao, die Umgebung um den Ort Uato-Lari mit Überflutungen bedroht. Gleiches gilt für den Ort Uaitame im gleichnamigen Suco.
2008 wurde ein großes Bewässerungsprojekt am Bebui in den Sucos Afaloicai, Matahoi und Uaitame begonnen. Hier nutzt man die ganzjährige Wasserversorgung durch den Fluss für mit die größten Reisfelder im Südosten Osttimors. Das Bauprojekt wurde 2012 abgeschlossen.